# Spilosoma godarti
Spilosoma godarti är en fjärilsart som beskrevs av Charles Oberthür 1911. Spilosoma godarti ingår i släktet Spilosoma och familjen björnspinnare. Inga underarter finns listade i Catalogue of Life.